# リチャード三世 (1912年の映画)
『リチャード三世』（Richard III）は、ウィリアム・シェイクスピアの戯曲を原作とし、フレデリック・ウォードが主人公リチャード3世を演じた、上映時間55分の映画。この1912年の映画は、フランスとアメリカ合衆国の共同制作により、フィルム・ダールが制作し、州の権限による独立した映画配給システムを通して公開された。この映画の共同監督のひとりは、それまでに1908年の映画『ギーズ公の暗殺 (L'Assassinat du duc de Guise)』、1909年の映画『La Tosca』（ヴィクトリアン・サルドゥの同名戯曲による）、サラ・ベルナールが主演した1910年の映画『椿姫 (La Dame aux Camélias)』などを手がけていたフランス人監督アンドレ・カルメットであった。この映画『リチャード三世』は、シェイクスピアの原作とともにコレー・シバーによる1699年の翻案作品を踏まえ、劇作家ジェイムズ・キーン (James Keane) が脚本をまとめたが、キーンはさらに映画の共同監督に名を連ね、さらに役者としてもリッチモンド伯役で出演した。映画の撮影は、ニューヨーク州ウエストチェスター郡や、シティ島、ロングアイランド湾で行われた。

## 公開と再発見
この映画がアメリカ合衆国で公開されたとき、主演したフレデリック・ウォードはしばしば上映の場に現れて、簡単な講演を行ない、当時「アクト（幕）」と称されていたフィルムのリールを交換する合間には、この劇からの抜粋を朗読するなどした。映画も、冒頭で現代の服装をしたウォードが、劇場の幕の背後から現れて挨拶し、最後も彼が挨拶して幕の背後に引き下がって終わるようにできていた。もともと旅芸人であったウォードは、映画とともに一人で身軽に旅興行する方が、一座を組んで各地で演技するよりも経済的なことを発見していた。この映画には、『ヘンリー六世 第3部』から組み込まれた場面も、エドワード王子の殺害と、リチャードによるヘンリー6世の殺害の2つがあった。
この作品は、アメリカ合衆国で制作されたものとしては現存する最古のフィーチャー映画であり、また、シェイクスピア作品に基づく最初のフィーチャー映画であったと考えられている。1922年の時点で、この映画は既に失われた映画だとされていた。その後、1996年にプリントが発見され、オレゴン州ポートランドのブルーバード劇場 (the Bluebird Theatre) の元映写技師ウィリアム・バッファム (William Buffum) が、コピーをアメリカン・フィルム・インスティチュート (AFI) に寄贈した。AFIは、このニトロセルロース製のフィルム（ナイトレートフィルム）のプリントから、新たなプリントを起こし、手彩色の技法を用いて1912年の公開当時の効果を再現した。
2001年6月26日、キノ・インターナショナルは、この映画をDVDでリリースし、新たにエンニオ・モリコーネが制作した音楽が付き、さらに17分のドキュメンタリー『Rediscovering Richard: Looking Back on a Forgotten Classic』が付録とされた。

## キャスト
- Robert Gemp ... イングランド王エドワード4世
- Frederick Warde ... グロスター公リチャード
- Albert Gardner ... ランカスターのエドワード王子
- James Keane ... リッチモンド伯
- George Moss ... トゥレッセル
- Howard Stuart ... エドワード
- Virginia Rankin ... ヨーク
- Violet Stuart ... レディ・アン・プランタジネット
- Carey Lee ... エリザベス王妃
- Carlotta De Felice ... エリザベス王女

## 関連文献
- Weinraub, Bernard (1996年9月17日). “Movie History Emerges From a Basement”. New York Times. 2017年5月15日閲覧。